# دشيرة
الدشيرة (الاسم العلمي: Dasychira) هي جنس من الحشرات تتبع الفصيلة الأربوسية من رتبة حرشفيات الأجنحة.

## أنواع الدشيرة

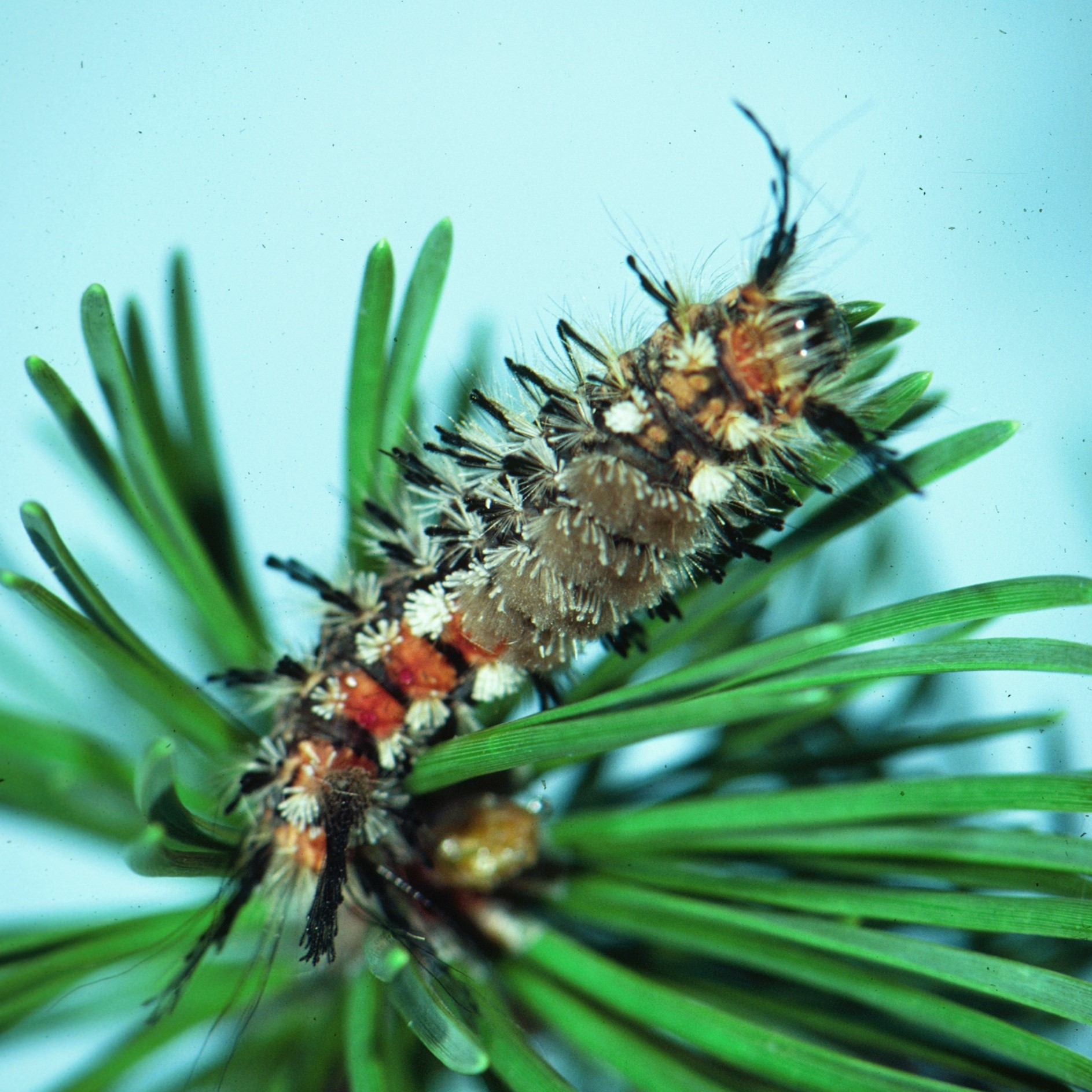
دشيرة جنوبية
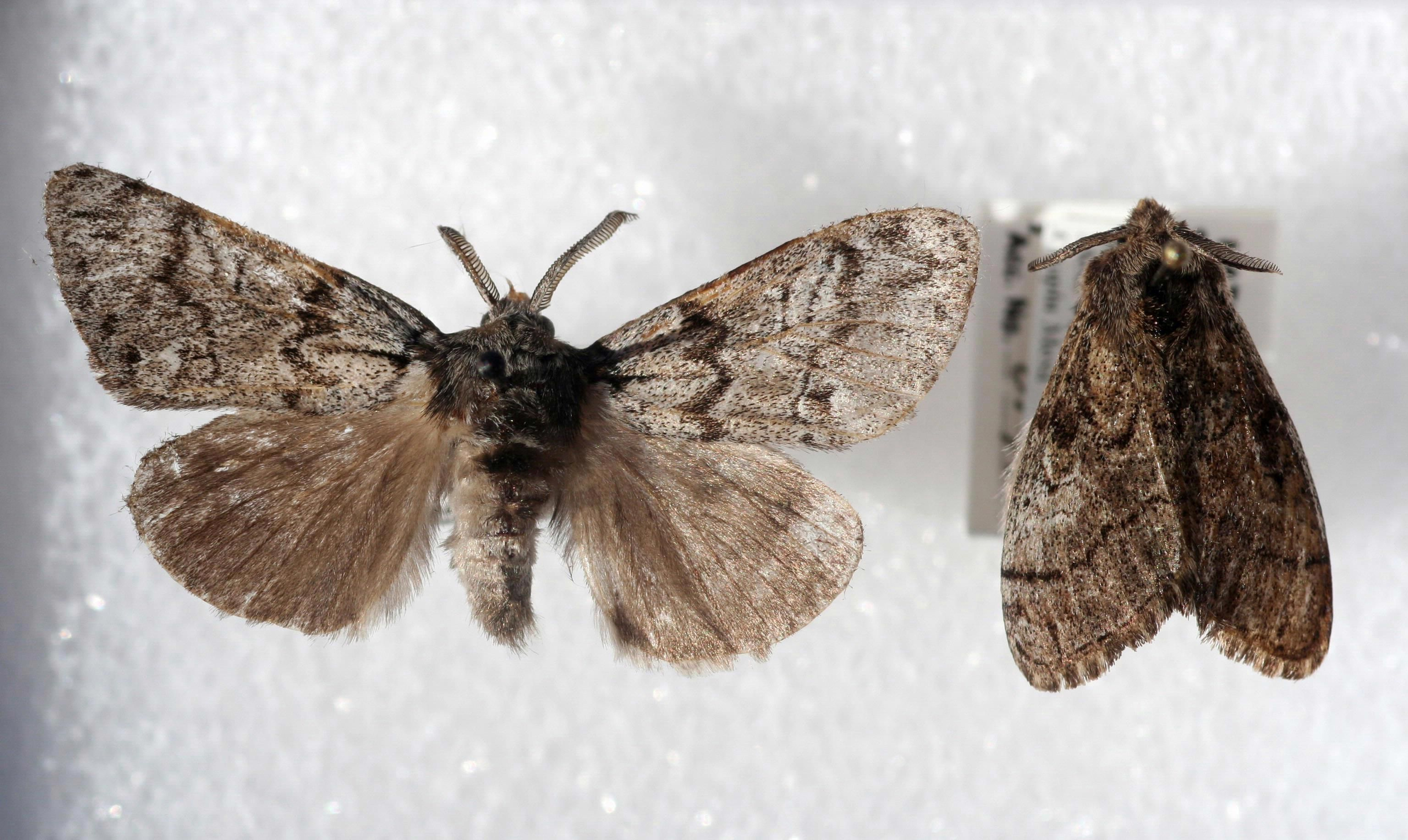
دشيرة رمادية
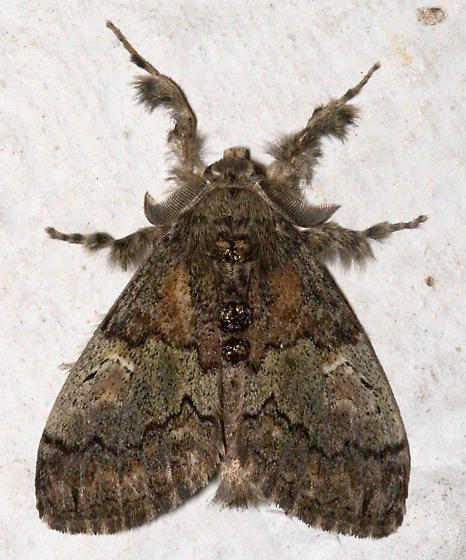
دشيرة ريشية الظهر
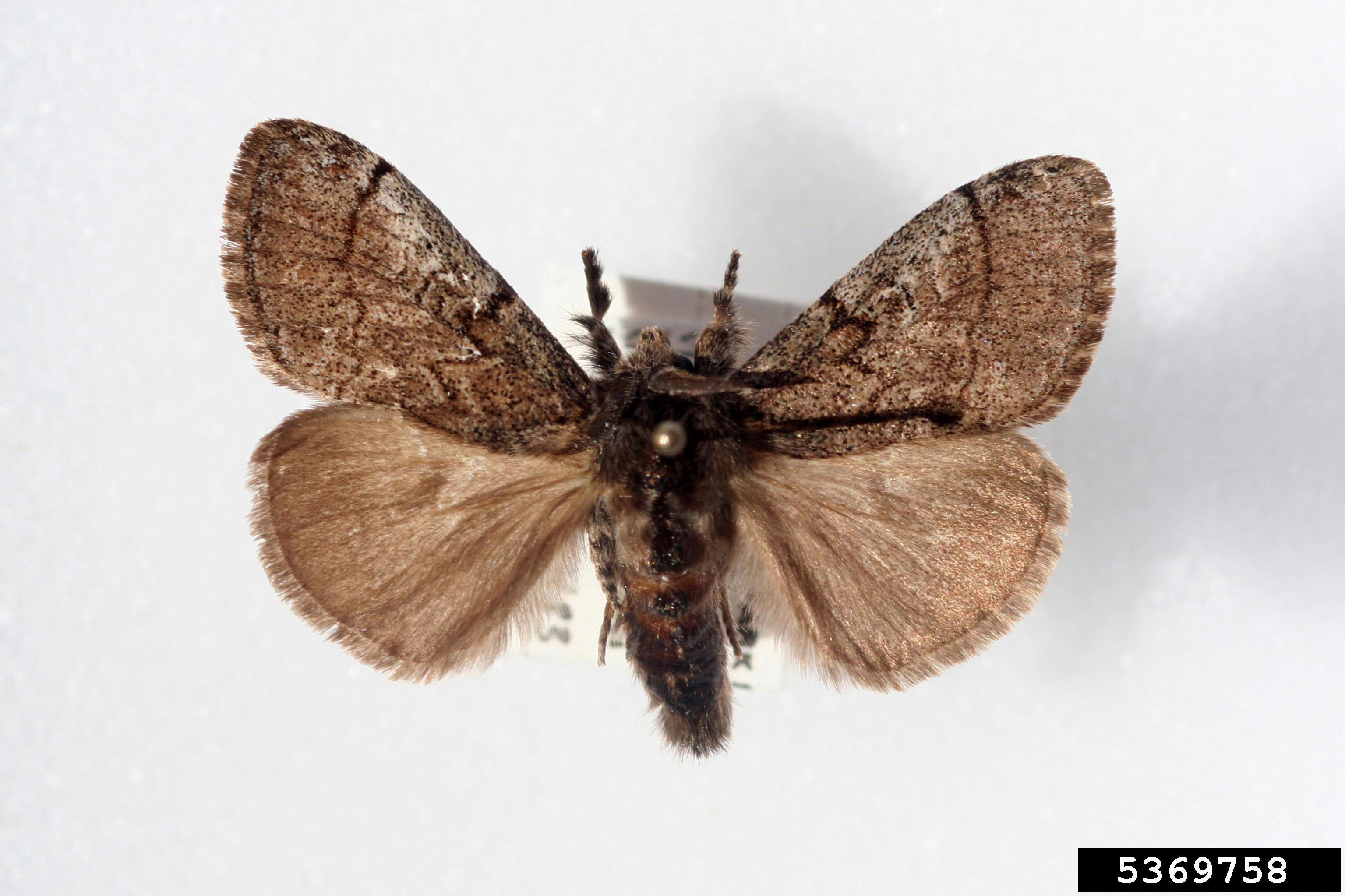
دشيرة صفراء
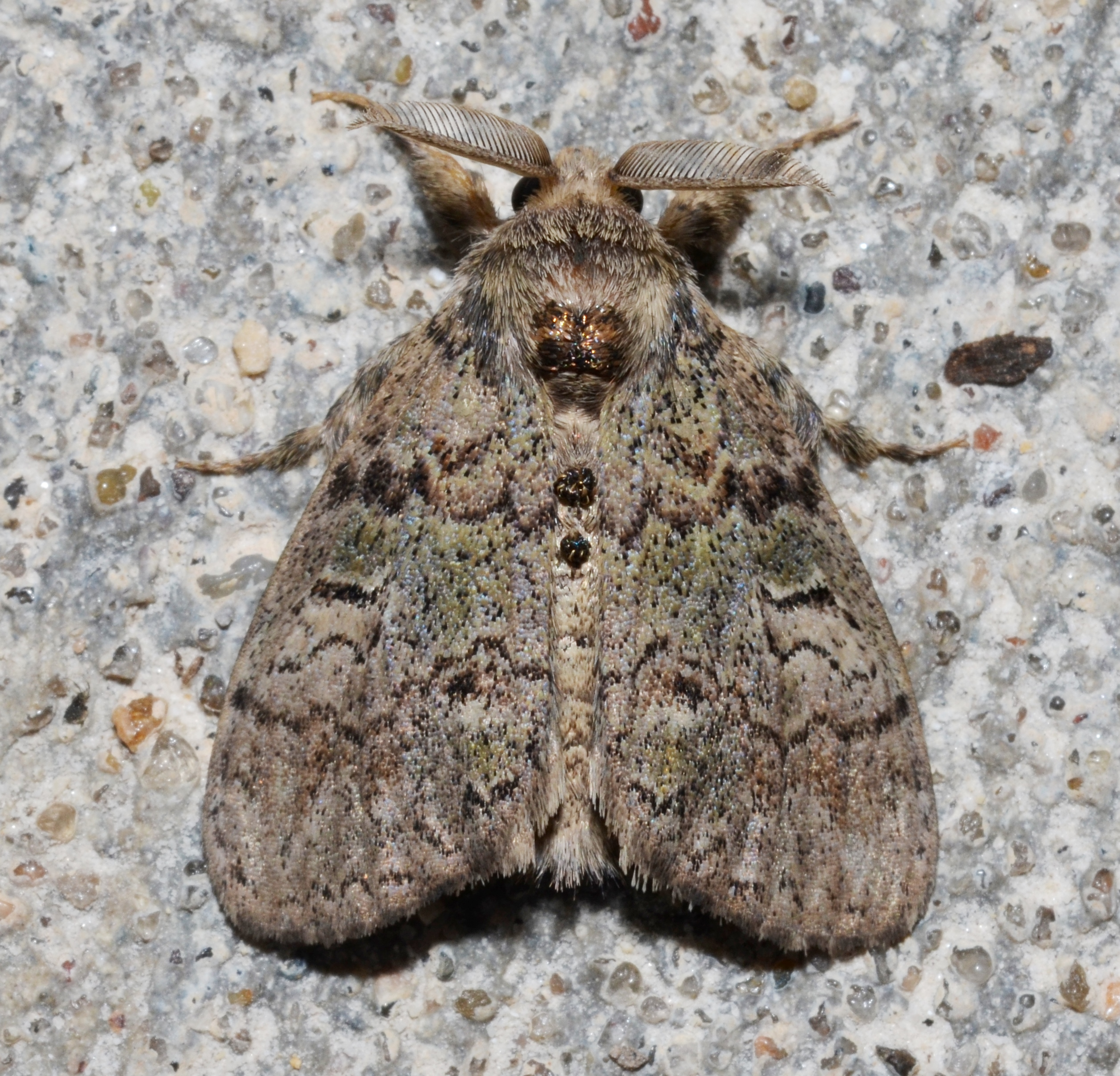
دشيرة صنوبرية
- دشيرة طوافة
- دشيرة عرضية
- دشيرة قرفية
- دشيرة مائلة
- دشيرة مزكالية

- دشيرة صنوبرية
- دشيرة رمادية
- دشيرة صفراء
- دشيرة مزكالية
- دشيرة طوافة